# Riolama inopinata
Riolama inopinata — вид ящірок родини гімнофтальмових (Gymnophthalmidae). Ендемік Венесуели. Описаний у 2015 році.

## Поширення і екологія
Riolama inopinata мешкають на тепуї Мурісіпан в гірському масиві Лос-Тестігос, який є частиною Гвіанського нагір'я, на території венесуельського штату Болівар.